# Ardisia lundelliana
Ardisia lundelliana är en viveväxtart som beskrevs av J.J. Pipoly. Ardisia lundelliana ingår i släktet Ardisia och familjen viveväxter. Inga underarter finns listade i Catalogue of Life.